# Grau centesimal
Un grau centesimal (símbol: ° o ᵍ) és una unitat de mesura d'angles del pla definit com una centèsima part d'un angle recte. La circumferència es dividix, així, en 400 graus centesimals i un angle recte té 100 graus centesimals.
És molt usat en topografia i en aplicacions militars. El seu principal avantatge és que constituïx un sistema pseudodecimal. Els seus divisors són:
- Un grau centesimal són cent minuts centesimals (1ᵍ=100′)
- Un minut centesimal són cent segons centesimals (1′=100″=0,01ᵍ)

Així un angle que expressat en forma de graus centesimals i part decimal sigui de 23,47853ᵍ s'expressarà com a 23ᵍ 47′ 85,3″ en graus, minuts i segons centesimals.
Altres unitats de mesura d'angles del pla són el radiant (63ᵍ 66′ 19,8″ = 200ᵍ/π) i el grau sexagesimal (1ᵍ 11′ 11,1″). Un grau centesimal equival a 9⁄10 d'un grau sexagesimal i a π⁄200 d'un radiant.